# Pierre II de Hazart
 (juin 2025).
Pierre II de Hazart, mort après 1268, est un noble de la principauté d'Antioche. Il est possiblement le fils ou un proche parent de Guillaume de Hazart, précédent seigneur de Hazart.
Il souscrit comme témoin dans une charte de 1263 du prince Bohémond VI d'Antioche, dans laquelle il porte la charge de sénéchal de la principauté d'Antioche.
Il apparait pour la dernière fois dans les archives contemporaines en mai 1263, mais meurt probablement au plus tard en 1168, date à laquelle la seigneurie est conquise et détruite par les Mamelouks du sultan Baybars.